# Bianca Laura Saibante
Bianca Laura Saibante (o Saibanti; Rovereto, 17 maggio 1723 – Rovereto, 6 marzo 1797) è stata una poetessa e letterata italiana, considerata tra le fondatrici, con il marito Giuseppe Valeriano Vannetti e il loro salotto letterario, dell'Accademia Roveretana degli Agiati.

## Biografia

### Famiglia e formazione
Nacque in un'importante famiglia patrizia di Rovereto che da oltre tre secoli era attiva nelle istituzioni cittadine e che aveva accumulato una notevole fortuna grazie alle sue attività nel commercio.

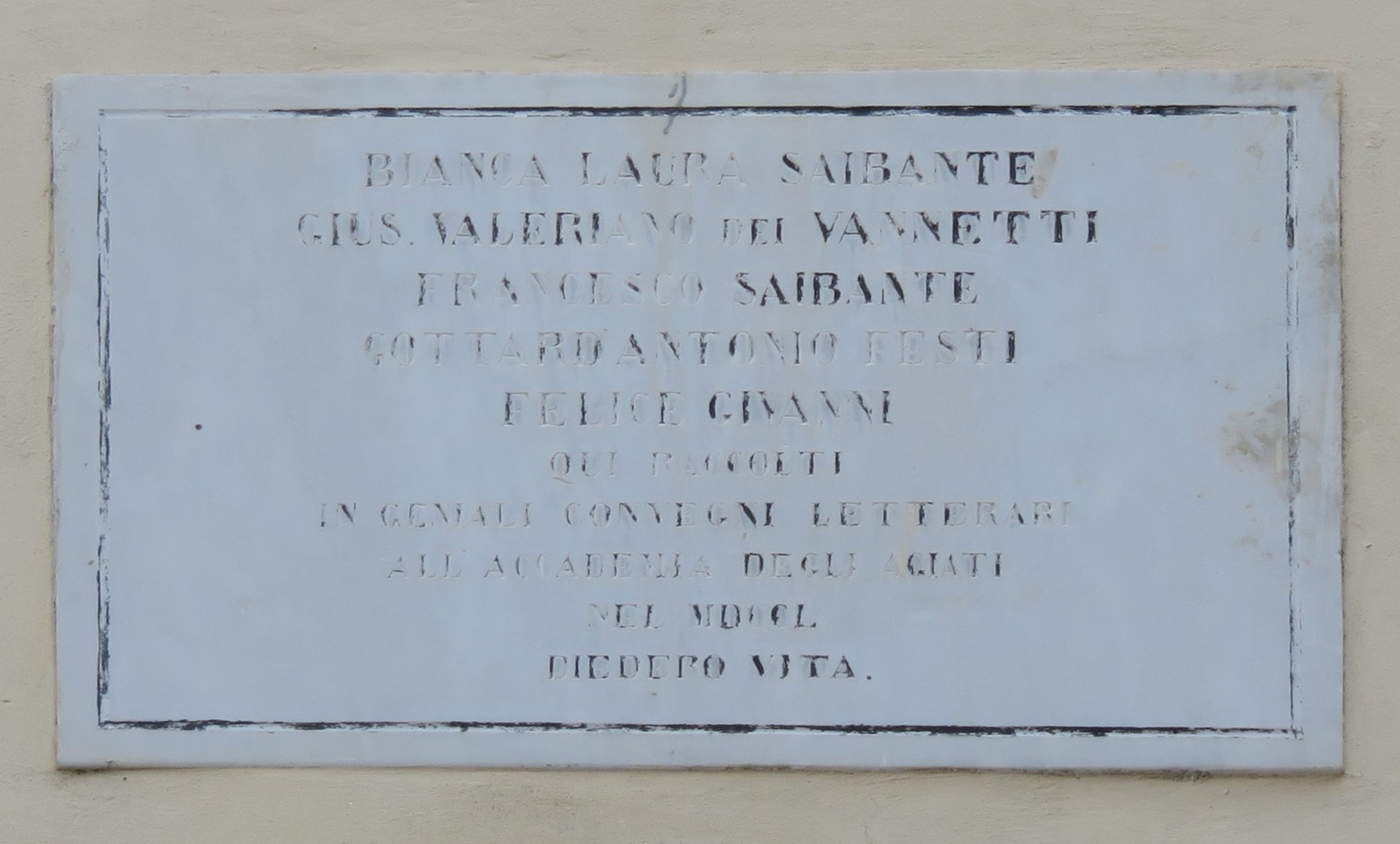
Epigrafe a ricordo delle prime riunioni degli Agiati

I genitori di Bianca Laura Saibante furono Girolamo Saibante e Francesca Caterina Sbardellati e nacque quarta di quattordici fratelli, il più noto dei quali, Francesco Antonio, condivise con lei gli interessi in campo culturale. Iniziò la sua educazione nel collegio delle Orsoline di Trento, e proseguì gli studi in lettere e filosofia sotto la guida dell'abate e filosofo Girolamo Tartarotti, che con la sua curò anche la preparazione e la formazione culturale del fratello Francesco Antonio. Alla morte del Tartarotti fu il fratello che si adoperò affinché i libri che il filosofo aveva lasciato in dono al civico Ospedale venissero acquistati dal Municipio allo scopo di creare un primo nucleo per la futura Biblioteca Civica della città. In seguito lo stesso Francesco Antonio incrementò tale nucleo originario con i volumi del precettore che gli erano stati donati dall'abate Giovanni Battista Graser.

### Nascita dell'Accademia degli Agiati

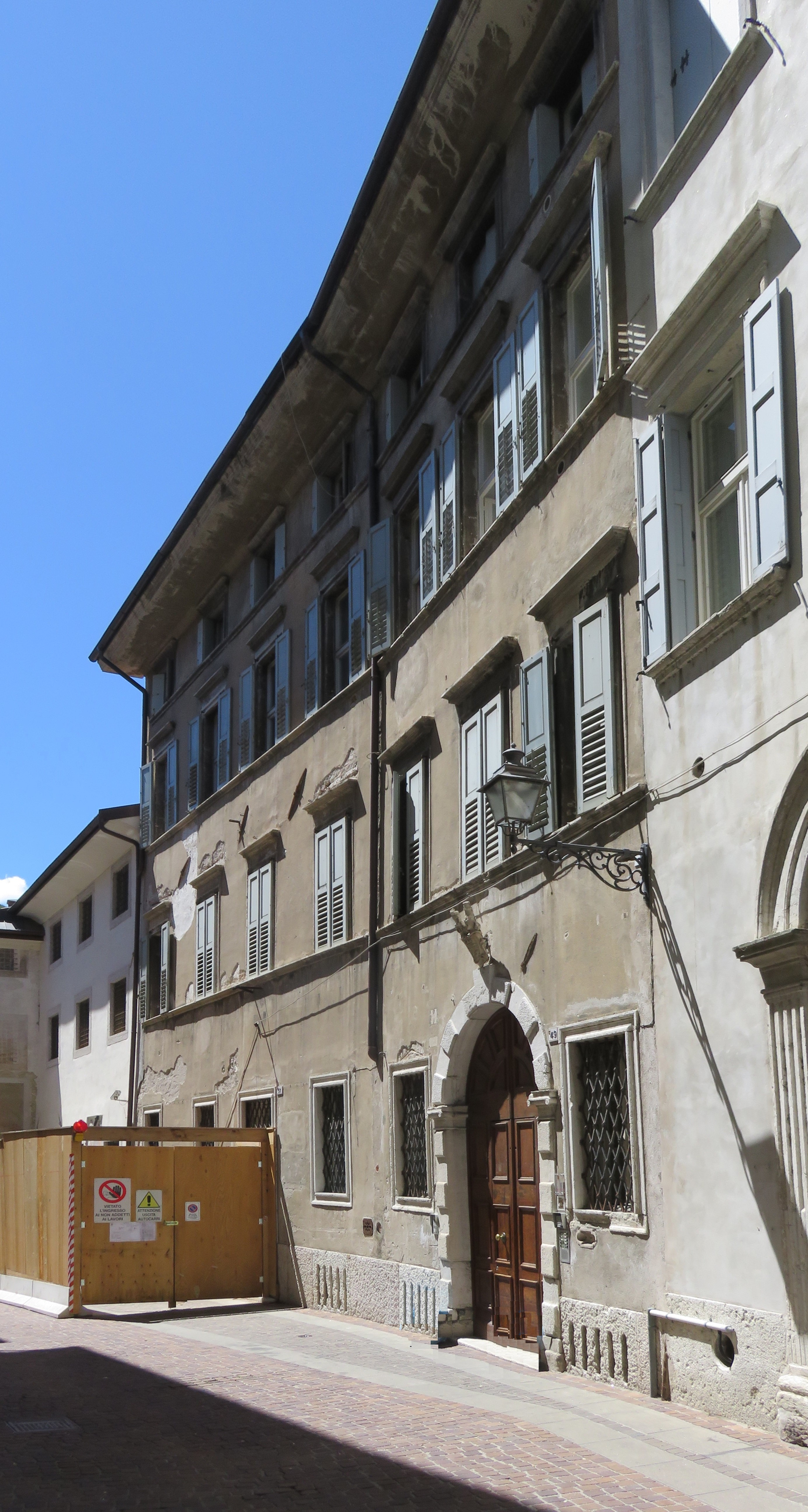
Ex casa Vannetti, Rovereto, prima sede dell'Accademia Roveretana degli Agiati

In casa Saibante alcuni intellettuali roveretani dell'epoca iniziarono a riunirsi periodicamente dando vita ad un salotto letterario tipico della buona società europea.
Oltre a Bianca Laura e al fratello Francesco Antonio assidui frequentatori furono l'abate Giuseppe Matteo Felice Givanni, maestro di logica e metafisica presso il locale Ginnasio, l'abate Gottardo Antonio Festi, suo collega, e il cavaliere Giuseppe Valeriano Vannetti, che in seguito sposò Bianca Laura.
Il 27 dicembre 1750 i cinque intellettuali decisero di dare veste pubblica alla propria attività e il sodalizio letterario divenne un'Accademia, come già era avvenuto solo 20 anni prima con l'Accademia dei Dodonei, di Girolamo Tartarotti, e sul modello dell'Accademia nata a Roma nel 1690. Il nome che scelsero fu: Accademia degli Agiati.
Sin da questa prima riunione si stabilì, tra le altre cose, di riunirsi ogni nove mesi in convegni periodici accessibili al pubblico, nonché di affiliare alla neonata Accademia altri soci, i quali avrebbero dovuto scegliersi un nome sociale ottenuto dall'anagramma del nome reale, e questo allo scopo di evitare differenze tra i diversi livelli sociali.

### Vita intellettuale e vita famigliare

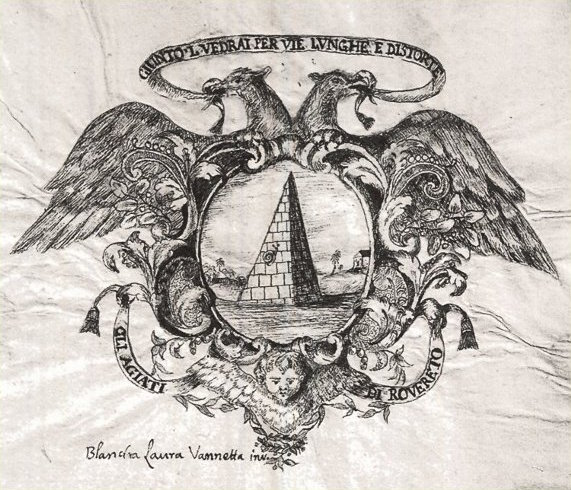
Il primo emblema dell'Accademia degli Agiati

Bianca Laura Saibante, che come socia assunse il nome di Atalia Sabina Canburi, fu sin da subito molto attiva e contribuì con energia allo sviluppo e all'ampliamento dell'Accademia. Oltre a disegnare l'emblema del gruppo letterario (una piccola lumaca che si dirige verso la punta di una ripida piramide), scrisse diverse composizioni poetiche, d'imitazione petrarchesca, subito apprezzate dai poeti a lei contemporanei. Il valore di Bianca Laura Saibante venne apprezzato non solo a Rovereto, e infatti fece parte di numerose altre accademie, fra cui quella dell'Arcadia, fondata nel 1690 a Roma su iniziativa di Caterina di Svezia (in cui assunse il nome di Ismene Ripense), quella degli Occulti di Roma, quella degli Occulti di Brescia e quella degli Umbri di Foligno.
Già nei primi anni l'Accademia roveretana raccolse un notevole numero di affiliati (più di cento solo nel 1751) e nel 1753 fu riconosciuta con diploma imperiale dall'imperatrice d'Austria e allora contessa del Tirolo Maria Teresa.
Nel 1754 sposò il collega e primo Agiatissimo Giuseppe Valeriano Vannetti e il 14 novembre dell'anno successivo diede alla luce il figlio Clementino, che avrebbe in seguito ricoperto un ruolo di primo piano nel panorama culturale roveretano e dell'accademia stessa, divenendone socio con il nome di Eschino già nel 1770 e più tardi eletto segretario perpetuo, nel 1776. Il 15 luglio 1764 morì il marito Giuseppe Valeriano, lasciando Bianca Laura ad allevare da sola il figlio di dieci anni.
La morte dell'intellettuale venne superata dall'Accademia degli Agiati, che in poco meno di quindici anni i fondatori avevano saputo dotare di una struttura stabile e autosufficiente. Tuttavia la società roveretana attraversò un momento nel quale si richiuse in un atteggiamento di scarso interesse per il mondo dell'economia e della politica  Vennero a mancare la sicurezza e la lungimiranza della gestione Vannetti, che aveva saputo crearsi una fitta rete di collegamenti internazionali ma l'ingresso nell'accademia di Clementino la rilanciò, perché il figlio di Bianca Laura Saibante seppe costruirsi una solida reputazione negli ambienti culturali italiani, tanto da risultare associato a numerose accademie.
In casa Vannetti-Saibante, rimasta sede ufficiale delle adunanze, la coppia di intellettuali aveva iniziato a raccogliere circa seicento volumi che, assieme ai libri di Girolamo Tartarotti, acquistati da Francesco Antonio Saibante e da Giuseppe Valeriano Vannetti poco prima di morire, costituirono il primo nucleo della Biblioteca Civica di Rovereto.
Sopravvissuta al marito, Bianca Laura sopravvisse anche al figlio, che morì prematuramente per una pleurite il 13 marzo 1795. La Saibante si spense due anni dopo, nel 1797.

## Opere
Si ricordano alcuni dei lavori di Bianca Laura Saibante

### Prosa
- I testi dei suoi discorsi e delle sue lettere letti all'Accademia degli agiati sono stati pubblicati nel 1781 nella Raccolta ferrarese di opuscoli scientifici e letterari.
- Per le nobili nozze Zanibon-Saibante, Padova, 1844

### Poesia
- Rime varie, raccolte in Rime di B.L. Saibante Vannetti da P. L. Ferri, Padova, 1834